# John Dill
Pour les articles homonymes, voir Dill.
John Greer Dill (25 décembre 1881 - 4 novembre 1944) est un maréchal britannique qui a servi pendant les deux guerres mondiales.

## Biographie
Il combat en France et en Belgique pendant la Première Guerre mondiale qu'il finira comme Brigadier-général. Il recevra, entre autres, la Légion d'honneur et croix de guerre française.
De mai 1940 à décembre 1941, il fut Chief of the Imperial General Staff (chef d'état major général de l'Empire britannique), commandant l'armée britannique. Par la suite à Washington, comme chef de British Joint Staff Mission et représentant britannique au Combined Chiefs of Staff joua un rôle important dans la « relation spéciale » entre le Royaume-Uni et les États-Unis pendant la guerre.
Il meurt à Washington d'insuffisance médullaire en novembre 1944 et est enterré au cimetière national d'Arlington.

## Distinctions

### Distinctions Britanniques
- : Chevalier grand-groix de l'ordre du Bain
- : Compagnon de l'ordre de Saint-Michel et Saint-Georges
- : Distinguished Service Order
- : Mentioned in Despatches (8)
- : Army Distinguished Service Medal (à titre posthume)

### Distinctions Étrangères
- : Officier de la Légion d'honneur
- : Croix de guerre 1914-1918
- : Commandeur de l'ordre de la Couronne de Belgique
- : Croix de guerre belge 1914-1918
- Officier de l'ordre de la Couronne de Roumanie
- : Grand-croix de l'ordre de Saint Olav
- : Grand-croix de l'ordre Polonia Restituta

## Source
- (en) Cet article est partiellement ou en totalité issu de l’article de Wikipédia en anglais intitulé « John Dill » (voir la liste des auteurs).